# Crambe maritima
La col marina (Crambe maritima) es una planta perenne halófita perteneciente a la familia Brassicaceae que crece silvestre a lo largo de las costas de Europa, desde el Atlántico norte al mar Negro. 

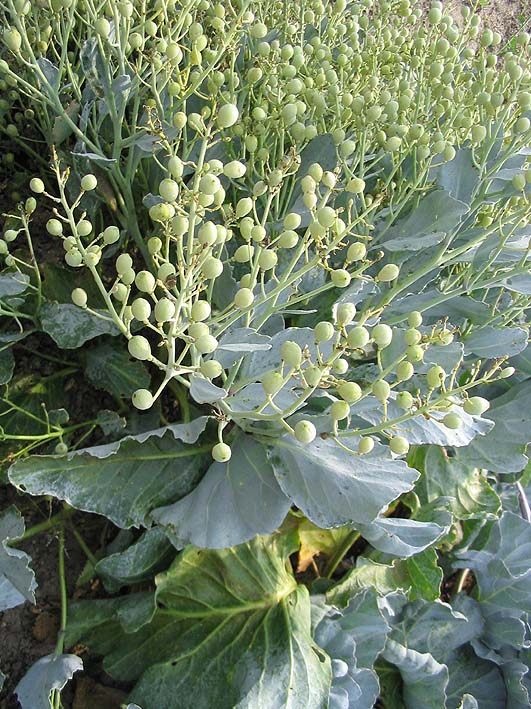
Vista de la planta

## Descripción
Tiene grandes hojas carnosas, similares a las de la col o repollo, de color glauco y abundantes flores blancas. Las semillas están contenidas en vainas globulares, con una semilla en cada vaina.
La planta se cultiva en ocasiones como ornamental, pero su uso más común es como verdura decolorada. A lo largo de la costa de Inglaterra, donde se encuentran comúnmente por encima de la marca de pleamar en las playas de guijarros, la población local amontonaba los guijarros alrededor de los brotes que nacían de forma natural para, de este modo, blanquearlos. A principios del siglo XVIII se afianzó como verdura doméstica, pero su momento álgido fue a principios del siglo XIX cuando apareció en el libro de jardinería de Thomas Jefferson en 1809, y se sirvió en el Royal Pavilion del príncipe regente, en Brighton. Los brotes se sirven como los espárragos: al vapor, ya sea con una bechamel o mantequilla derretida, sal y pimienta.

## Taxonomía
Crambe maritima fue descrita por Carlos Linneo y publicado en Species Plantarum 2: 671. 1753.
Etimología
Crambe: nombre genérico que deriva  del latín crambe, y del griego κράμβη , "una especie de col".
maritima: epíteto geográfico que alude a su localización cerca del mar.
sinonimia
- Cakile pontica Prokudin
- Cochlearia maritima (L.) Crantz
- Crambe gigantea Kit. ex Janka
- Crambe pontica Steven ex Rupr.
- Crambe suecia Mill.
- Crambe suecica see Mueller, Johann Sebastian[4]
- Crucifera maritima (L.) E.H.L.Krause
- Crucifera matronalis (L.) E.H.L.Krause
- Crucifera maritima (L.) E.H.L.Krause
- Caulis maritimus (L.) E.H.L.Krause1[5]